# Джузеппе Дзанарделлі
Джузеппе Дзанарделлі (італ. Giuseppe Zanardelli; 26 жовтня 1826 — 26 грудня 1903) — італійський журналіст, історик, державний і політичний діяч, очолював італійський уряд від лютого 1901 до листопада 1903 року.

## Життєпис
Добровольцем брав участь у війні проти австрійців, але 1849 року, після битви при Новарі, що призвела до важкої поразки й відступу сардинської армії з П'ємонту, повернувся до рідної Брешії, де зайнявся викладацькою діяльністю. Після поразки Наполеона Брешія відійшла до Австрії, й Дзузеппе зазнав утисків з боку нової влади. Дзанарделлі категорично відкинув пропозицію стати інформатором австрійської поліції, через що втратив викладацьку практику.
Після цього Джузеппе Дзанарделлі пішов у політику. 1876 року, в першому кабінеті Агостіно Депретіса він був міністром громадських робіт, а 1878, в уряді Бенедетто Кайролі, отримав портфель міністра внутрішніх справ. У той період Дзанарделлі активно займався реформою виборчого права країни.
15 лютого 1901 року сформував власний кабінет. За часів свого врядування активно лобіював закон про розлучення, втім слабке здоров'я не дозволило йому завершити почате. В листопаді 1903 року вийшов у відставку, а вже у грудні того ж року помер.